# Höst i Sverige

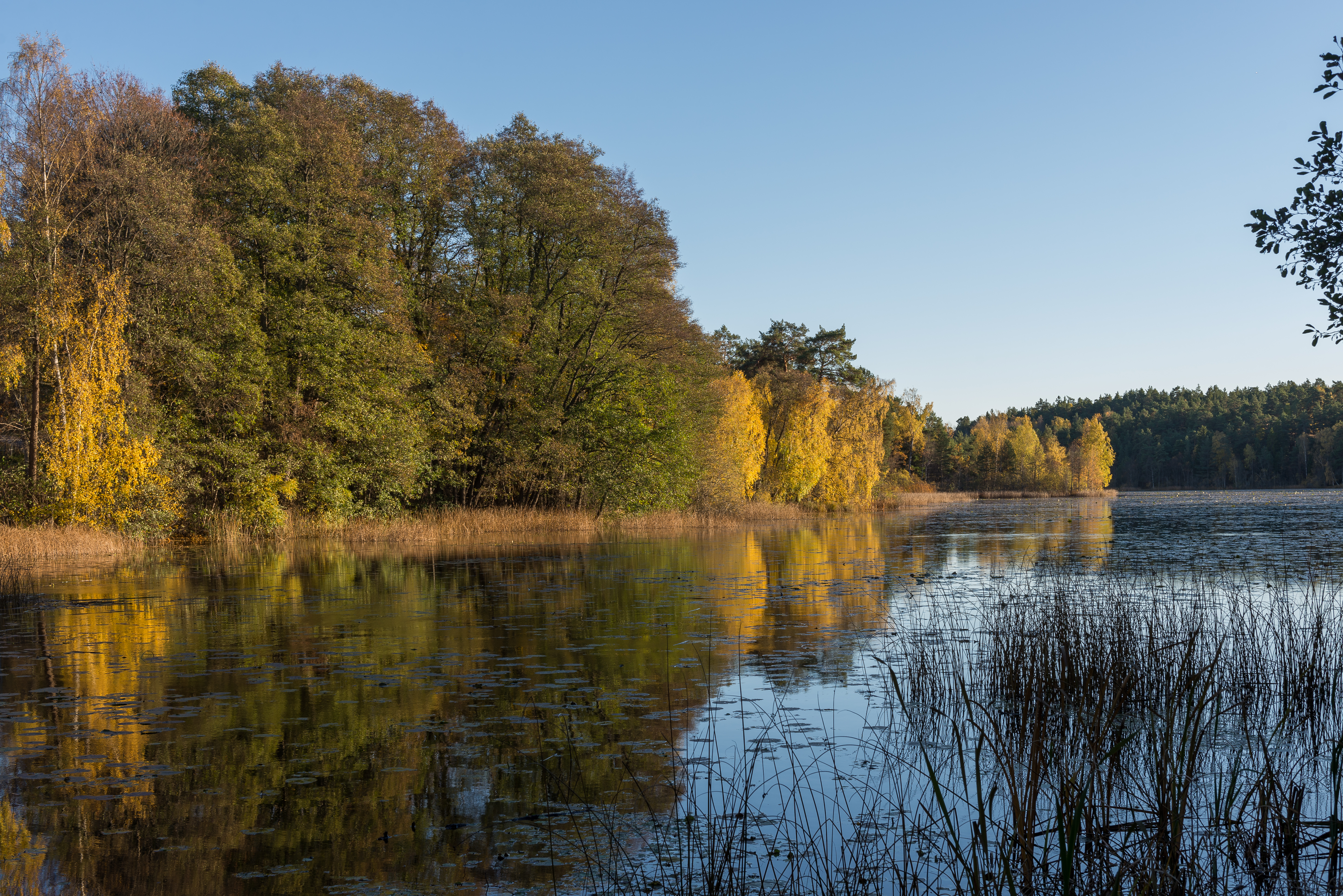
Dammtorpssjön i Nacka kommun i oktober 2013.

Höst i Sverige omfattar framför allt september till november, och markerar övergången från  sommar till vinter i Sverige. Enligt SMHI:s meteorologiska definition råder höst då en dygnsmedeltemperatur på mellan 0 och + 10 grader Celsius varat i fem dygn, så länge detta inträffar efter 1 augusti. Flyttfåglarna flyttar söderut, och många djur går i ide. Hösten kännetecknas också av att skolorna börjar igen. I framför allt det gamla bondesamhället var hösten en skördetid.
Vanliga aktiviteter är bland annat svampplockning och älgjakt. På sportfronten innebär hösten att säsongen avslutas för flera sommarsporter, medan vintersportsäsongerna drar igång. Numera går ofta säsongerna in i varandra. Flera större löpartävlingar, som Lidingöloppet och Tjejmilen, samt orienteringstävlingar avgörs om hösten, och många skolor har idrotts- och friluftsdagar i skogen.
En period av klara, soliga, höstdagar kallas för brittsommar.
I det gamla bondesamhället markerades Mikaeldagen som vinterhalvårets början.

## Höstens normala ankomst till Sverige enligt SMHI:s definition
- Kiruna: 16 augusti
- Östersund: 5 september
- Stockholm: 29 september
- Göteborg: 10 oktober
- Malmö: 12 oktober